# Иловача
Иловача је врста тла која се састоји од песка, муља и глине. Иловасто тло садржи нешто више хранљивих материја и хумуса него песковито, има делимично бољу пропусност воде и ваздуха од муљевитог, и погодније је за обрађивање од глиненог тла.

## Врсте иловаче
Постоје различите врсте иловастог тла, различит садржај песка, муља и глине у њима даје следеће комбинације: песковиту иловачу, глиненасту иловачу, песковито-глиненасту иловачу, муљевито-глиненасту иловачу и чисту иловачу. Песковита иловача је нечиста глина са великим садржајем песка, као кластичног компонента, док је шљунковита иловача седиментарно тло са доста крупног детритуса, по чему је и добила име. Хетерогенијег је састава од обичне иловаче и глине, а по саставу приближава се лесу.

## Пољопривредна употреба
Иловичасто тло је мекано и погодно за обраду, а сматра се идеалним за окопавине и вртларску земљорадњу јер добро задржава хранљиве материје и влагу, уз истовремено допуштање слободног протока воде.

## Грађевинска употреба
Иловача се може користити за градњу кућа. У традиционалној градњи, код свих народа у свим периодима историје иловачом су се облагали зидови грађевина, пошто је идеална за изолацију са регулацијом природног садржаја влаге у зраку. Помешана са сламом, може се користити као сирови материјал за градњу зидова, као на нашем простору у салашарској градњи.